# Tandjoeng Kasa
Tandjoeng Kasa (Tanjung Kasa) fou un antic principat natiu de les Índies Orientals Holandeses a la regència de Batoe Bahara (des de 1915 a la d'Asahan), situat a la costa oriental de l'illa de Sumatra a la residència de la Costa Oriental. Tenia una superfície de 51 km².